# Andreas Kaplan
Andreas Kaplan (nascido a 5 de outubro de 1977) é Reitor na ESCP Business School, em Berlim. Anteriormente, desempenhou as funções de Diretor da Escola para os Assuntos Académicos e antes como o seu Diretor de Marca e Comunicações, ambas como parte do comité executivo da ESCP Business School. Kaplan é Professor de Marketing e especialista nas áreas das redes sociais, marketing viral e do mundo digital no geral. 

## Biografia
Kaplan nasceu a 5 de outubro de 1977 e cresceu em Munique, na Alemanha. A sua mãe é Anneliese Kaplan (costureira) e o seu pai Vincenc Kaplan (serralheiro). 
O Professor Kaplan possui um Mestrado em Administração Pública da École Nationale d'Administration, um Mestrado da  ESCP Business School e um Bacharelato da Universidade de Munique Ludwig Maximilian. Completou a sua Formação na Sorbonne e o seu Doutoramento na Universidade de Colônia em colaboração com a HEC Paris.  Kaplan esteve como doutorado convidado no INSEAD e participou no Programa de Professores Internacional na Kellogg School of Management, na Universidade Northwestern.
Antes de se juntar ao ESCP, Kaplan iniciou a sua carreira como professor de marketing na ESSEC Business School e no Instituto de Estudos Políticos de Paris.
Particularmente interessado no futuro da educação em gestão na Europa e na panorâmica geral das escolas de negócios, Kaplan escreveu, além disso, artigos que abordam a gestão da Europa bem como a educação superior e a sua evolução futura nomeadamente com a digitalização do setor devido à chegada dos MOOC e SPOC. Definindo a Europa como tendo uma “diversidade cultural máxima a distâncias geográficas mínimas“, Kaplan é um forte defensor da educação em gestão intercultural. 

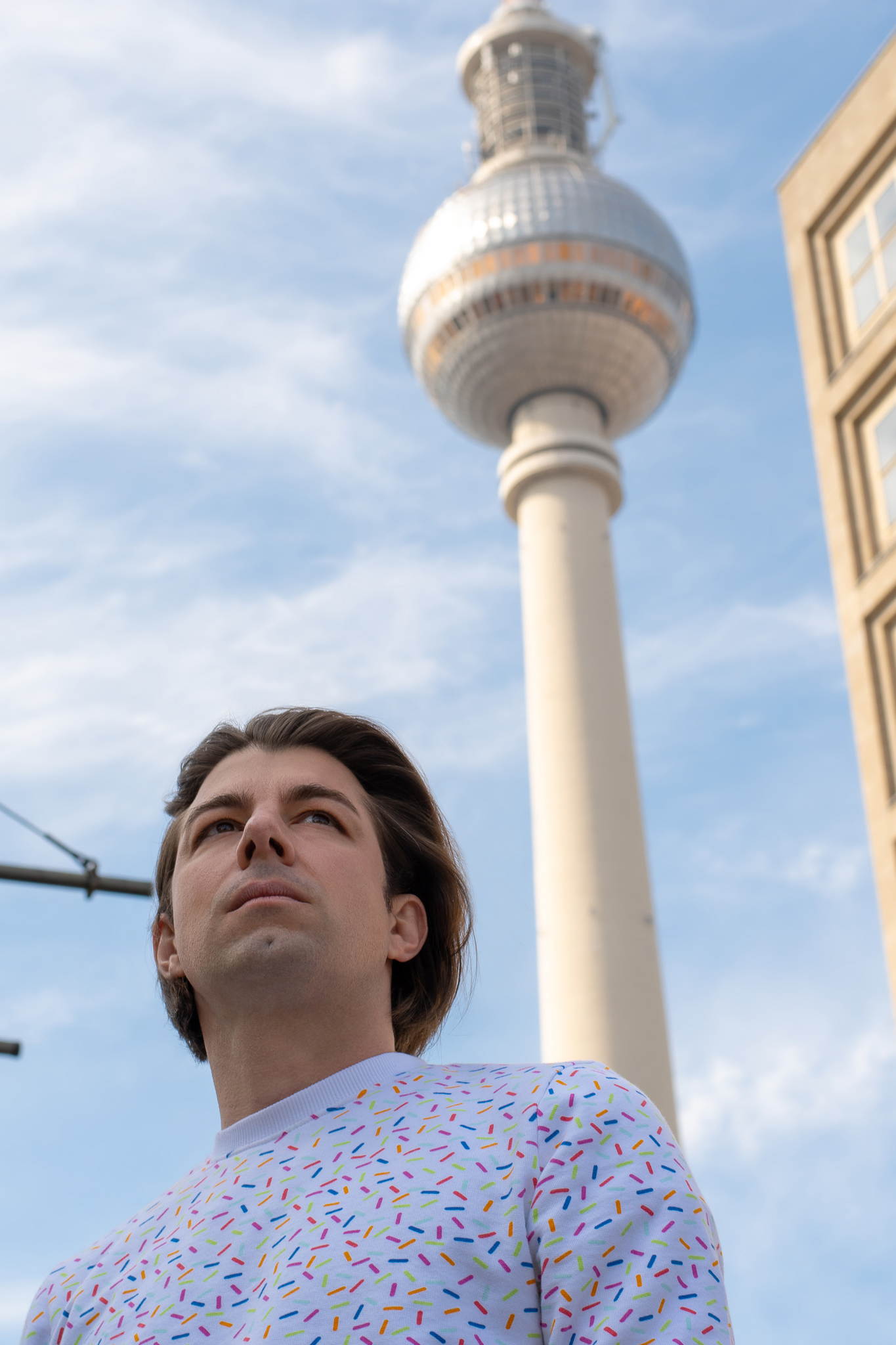
Andreas Kaplan, 2019

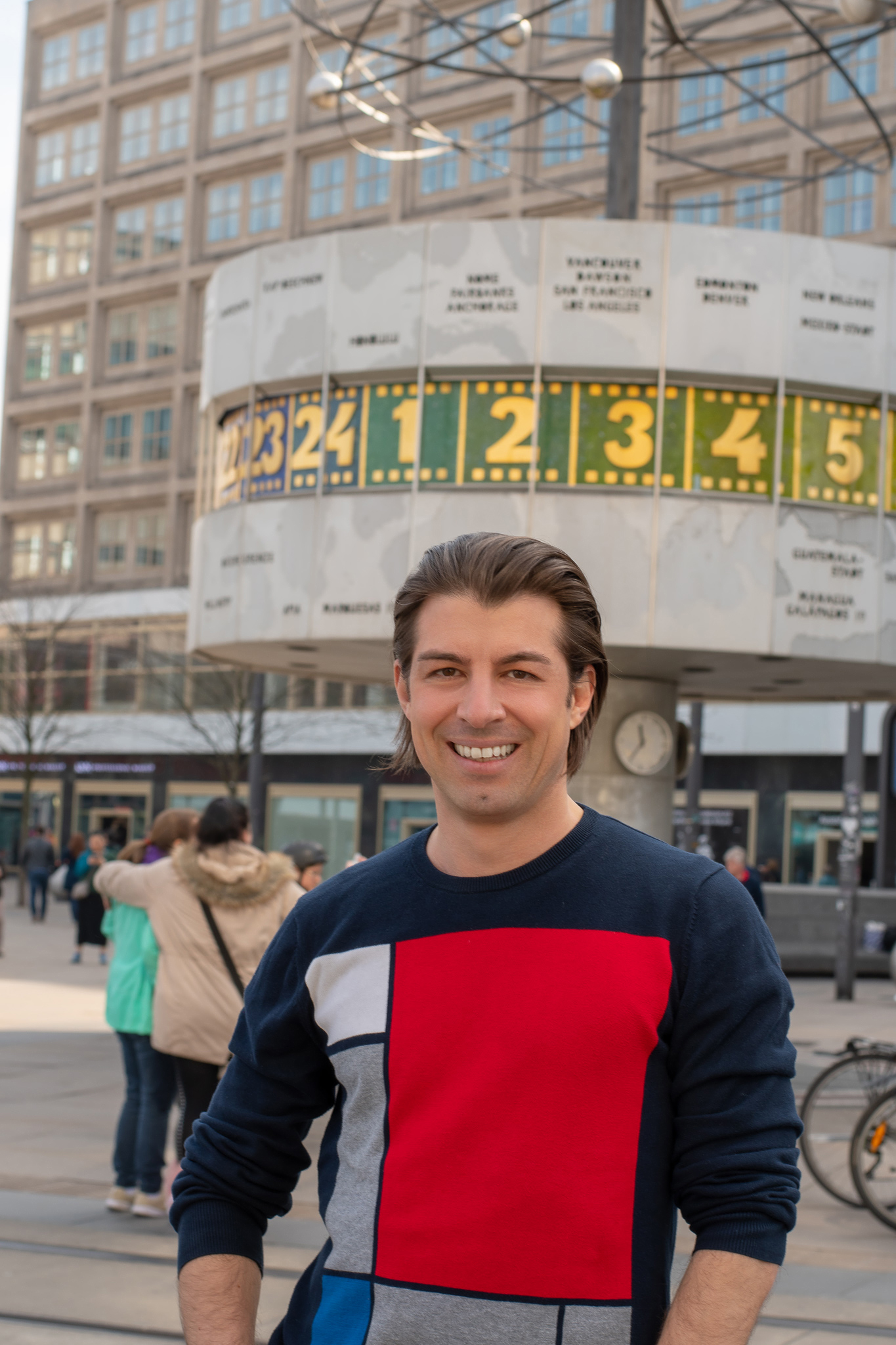
Andreas M. Kaplan, Berlin, 2019

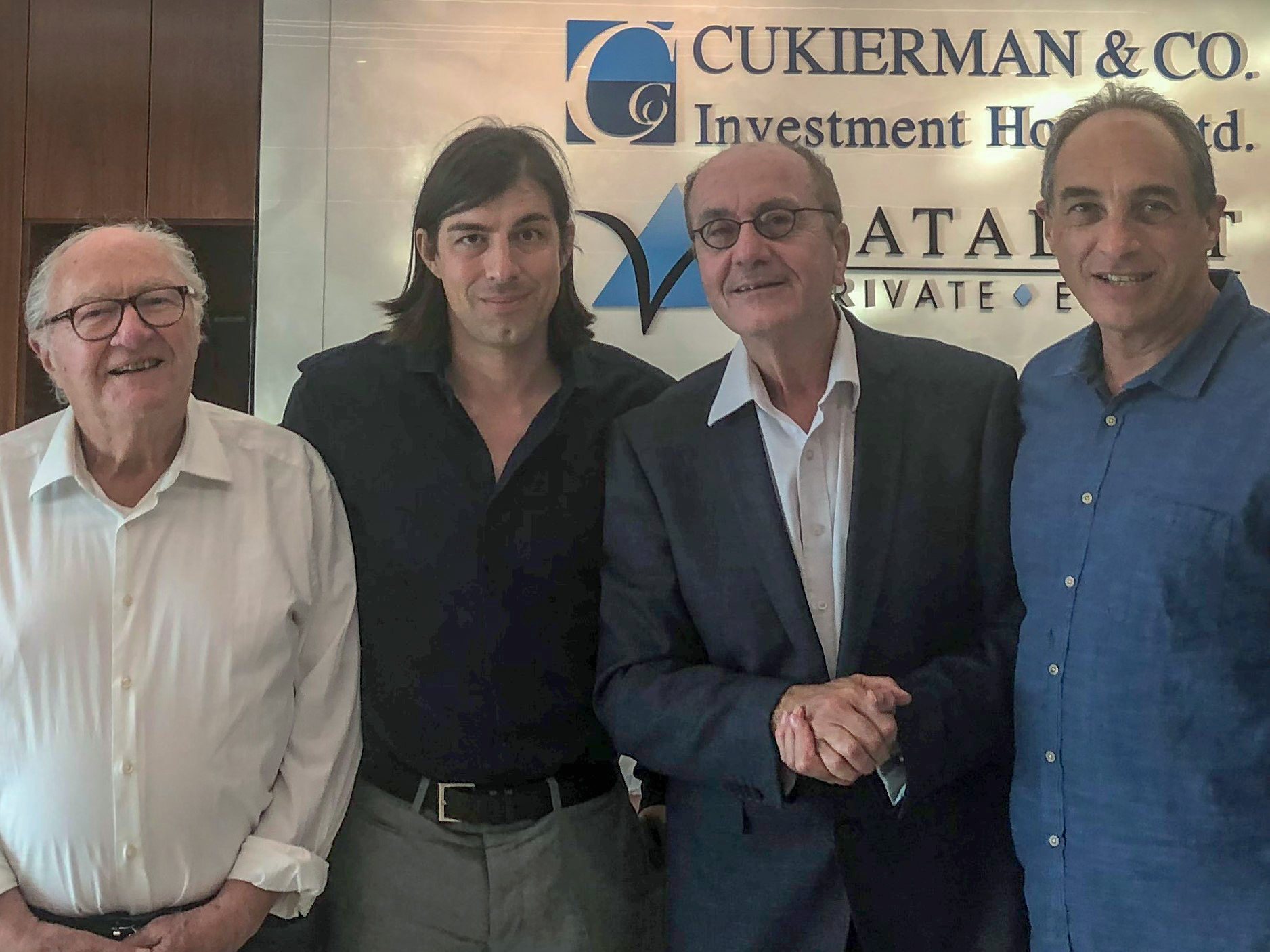
Roger Cukierman, Edouard Cukierman, Andreas Kaplan

## Investigação
A investigação de Kaplan aborda sobretudo a análise e desencriptação da esfera digital. Com mais de 27 000 citações no Google Académico, o Professor Kaplan foi contado entre os Principais 50 autores de Negócios e Gestão do mundo de acordo com a John Wiley & Sons. Kaplan recebeu o Prémio anual do Melhor Artigo da Business Horizons, patrocinado pela Elsevier, pelo seu artigo de 2012 "If you love something, let it go mobile: Mobile marketing and mobile social media 4x4". 
Em particular, o seu artigo de 2010 "Users of the world, unite! The challenges and opportunities of social media" (Utilizadores do mundo, unam-se! Os desafios e oportunidades das redes sociais) publicado na Business Horizons é amplamente citado (mais de 19 000 vezes no Google Académico, mais de 5000 vezes no Scopus e mais de 500 vezes no Business Source Premier) e conhecido na área. Este artigo seminal "Users of the World, Unite!" alcançou recorrentemente o primeiro lugar na lista anual do Science Direct das 25 publicações mais descarregadas em todas as 24 áreas de matérias essenciais abrangidas no Science Direct, que vão desde a Gestão à Engenharia, Psicologia ou Neurociências e, portanto, foi descarregado com maior frequência do que qualquer outro dos cerca de 13,4 milhões de artigos na coleção. 
As pesquisas mais recentes abordam a influência da esfera digital na educação superior, tal como a chegada dos MOOC e SPOC, bem como o futuro da educação superior em geral e das escolas de negócios em particular.

## Publicações
- Kaplan, A. and M. Haenlein (2019) Rulers of the world, unite! The challenges and opportunities of artificial intelligence, Business Horizons, https://doi.org/10.1016/j.bushor.2019.09.003.
- Kaplan, A. and M. Haenlein (2019), Siri, Siri in my Hand, who is the Fairest in the Land? On the Interpretations, Illustrations and Implications of Artificial Intelligence, Business Horizons, 62(1).
- Kaplan Andreas (2018) “A School is a Building that Has 4 Walls - with Tomorrow Inside”: Toward the Reinvention of the Business School, Business Horizons.
- Kaplan Andreas M., Haenlein Michael (2016) Higher education and the digital revolution: About MOOCs, SPOCs, social media, and the Cookie Monster, Business Horizons, Volume 59.
- Pucciarelli Francesca, Kaplan Andreas M. (2016) Competition and Strategy in Higher Education: Managing Complexity and Uncertainty, Business Horizons, Volume 59(3).
- Kaplan Andreas (2015) European business and management (Vol. I) – Cultural specificities and cross-cultural commonalities, Sage Publications Ltd., London
- Kaplan Andreas(2015) European business and management (Vol. II) – Business ethics and corporate social responsibility, Sage Publications Ltd., London
- Kaplan Andreas (2015) European business and management (Vol. III) – Contextual diversity and interdisciplinary aspects, Sage Publications Ltd., London
- Kaplan Andreas(2015) European business and management (Vol. IV) – Business education and scholarly research, Sage Publications Ltd., London
- Kaplan Andreas M. (2014) European Management and European Business Schools: Insights from the History of Business Schools, European Management Journal
- Kaplan Andreas M. (2012) If you love something, let it go mobile: Mobile marketing and mobile social media 4x4, Business Horizons, 55(2), 129-139
- Kaplan Andreas M., Haenlein Michael (2012) The Britney Spears universe: Social media and viral marketing at its best, Business Horizons, 55(1), 27-31
- Kaplan Andreas M., Haenlein Michael (2011) Editorial : Les médias sociaux sont définitivement devenus une réalité, Recherche et Applications en Marketing, 26(3),3-5
- Kaplan Andreas (2011) Social media between the real and the virtual: How Facebook, YouTube & Co. can become an extension of the real life of their users - and sometimes even more, Prospective Stratégique, 38 (Mars), 8-13
- Kaplan Andreas M. (2011) Twitter ou le pouvoir de 140 caractères, Expansion Management Review, 140, 104-113
- Kaplan A.M., Haenlein M. (2011) The early bird catches the news: Nine things you should know about micro-blogging, Business Horizons, 54(2), 105-113
- Kaplan A.M., Haenlein M. (2011) Two hearts in 3/4 time: How to waltz the Social Media – Viral Marketing dance, Business Horizons, 54(3), 253-263
- Deighton John, Fader Peter, Haenlein Michael, Kaplan Andreas M., Libai Barack., Muller Etan (2011) Médias sociaux et entreprise, une route pleine de défis : Commentaires invités, Recherche et Applications en Marketing, Vol. 26, 3, 117-124
- Kaplan Andreas M., Haenlein Michael (2010) Users of the world, unite! The challenges and opportunities of social media, Business Horizons, 53(1), 59-68
- Kaplan Andreas M., Haenlein Michael (2009) Utilisation et potentiel commercial des hyperréalités : Une analyse qualitative de Second Life, Revue Française du Marketing, 222, 69-81
- Kaplan A.M., Haenlein M. (2006) Toward a Parsimonious Definition of Traditional and Electronic Mass Customization, Journal of Product Innovation management, 23(2), 168-182
- Kaplan Andreas, Haenlein Michael, Schoder Detlef (2006) Valuing the real option of abandoning unprofitable customers when calculating customer lifetime value, Journal of Marketing, 70(3), 5-20